# Budkov (Vysočina)
Budkov (in tedesco Ballin) è un comune della Repubblica Ceca facente parte del distretto di Třebíč, nella regione di Vysočina.